# Kauria
Kauria là một chi bướm đêm thuộc họ Geometridae.